# Pierre Trépos
Pierre Trépos, né le 31 janvier 1913 à Plozévet (Finistère), mort le 12 janvier 1966 à l'Île-d'Arz (Morbihan), est un universitaire français, spécialiste de la langue bretonne.

## Biographie
Fils d’agriculteurs, il fait ses études secondaires à Quimper, puis à Rennes. Il part étudier à la Sorbonne, puis revient à Quimper en tant qu’instituteur. Après son service militaire il passe une licence d’anglais. Il devient alors professeur licencié, d'abord délégué ministériel, puis titulaire au lycée la Tour d’Auvergne à Quimper. 
Mobilisé en 1939, il est fait prisonnier et envoyé en Allemagne. Il rentre de captivité en 1943 et s'engage dans la Résistance, ce qui lui vaudra d’être par la suite décoré de la croix de guerre.
Enseignant à Rennes à partir de 1946, il obtient l’agrégation d'anglais en 1947. Il devient ensuite assistant en celtique du professeur François Falc'hun à l'université de Rennes, préparant des thèses sur le pluriel breton et sur le vocabulaire breton à la ferme. 
En même temps, à partir de la fin 1946, sous le pseudonyme de Gwilhou Vihan, il anime  avec Pierre-Jakez Hélias (Jakez Kroc'hen) les émissions en langue bretonne sur Radio Quimerch (Kimerc'h). 
Il soutient sa thèse de doctorat en 1956 et est nommé professeur titulaire en langue celtique à l'université de Rennes en 1959. Il crée le Collège littéraire et universitaire de Brest et en devient directeur, donnant un grand essor à cet établissement, qui deviendra par la suite Faculté des lettres. 
Il publie plusieurs ouvrages, notamment une grammaire bretonne, un récit sur la vie des prisonniers de guerre (D’autres meurent) et une étude sur le Catholicon, un dictionnaire trilingue (breton-latin-français) publié il y a 500 ans.
Pierre Trépos disparaît prématurément le 12 janvier 1966, victime d'une noyade dans le golfe du Morbihan entre l'Île-d'Arz et l'Île Drenec où il avait une résidence secondaire.

## Hommages
Une rue du quartier de Bellevue à Brest porte son nom. Une rue de Pommerit-le-Vicomte lui est aussi dédiée (Hent Pêr Trepos).
Le 14 octobre 2006, sa commune natale a donné son nom à "L'Espace Pierre Trépos" regroupant la médiathèque, la maison de l'enfance et un centre d'hébergement dans les bâtiments des logements de l'école Georges Le Bail.

## Œuvres
- Lod-All a varv... (D'autres meurent), Arz, Skridou Nevez, 1950
  - traduction française : Lod all a varv, traduit du breton par Pierre-Jakez Hélias, présentation par Yves Le Berre, Brest, Armorica, 2001, 47pp., ill.  (ISBN 2-914398-02-6)
- Dialectologie et phonétique expérimentale (Sur deux ouvrages de M. Falc'hun) ; in Nouvelle Revue de Bretagne, 1951.
- Les Saints bretons dans la toponymie, tiré à part des Annales de Bretagne, fasc. LX/1, 1953, 35 pp.
- La Notation des toponymes bretons, tiré à part des Annales de Bretagne, fasc. LX/?, 1953, 11 pp.
- Le Pluriel breton (thèse), Brest, Emgleo Breiz, 1956, 304 pp. (en coédition avec les Annales de Bretagne dont c'est le fasc. LXIII/2).
- Cent textes à traduire en breton, précédés de Conseils au traducteur, Brest, Emgleo Breiz, 1957, 91 pp.
- À propos d'une réédition du Barzaz Breiz, Rennes, Imprim. réunies, 1960 (tiré à part des Annales de Bretagne, fasc. LXVI/4, 1959).
- Enquêtes sur le vocabulaire breton de la ferme (thèse complémentaire), tiré à part des Annales de Bretagne, Tomes LXVII-LXVIII, 1960-1961), 157 pp.
  - réédition Brud Nevez (Brest), 1982.
- Le Catholicon de Jean Lagadeuc, Brest, Emgleo Breiz, 1965, 54 pp., fac-sim. (tiré à part des Annales de Bretagne, fasc. LXXI/4, 1964).
- Grammaire bretonne, Rennes, Imprim. Simon (éd. posthume, 1966/67).
  - réédition Rennes, Ouest-France, 1980.